# جيمس كونور
جيمس كونور (بالإنجليزية: James Connor)‏ هو مدرب كرة قدم ولاعب كرة قدم بريطاني (وحمل سابقاً جنسية المملكة المتحدة لبريطانيا العظمى وأيرلندا) في مركز حراسة المرمى، ولد في 22 فبراير 1861 في المملكة المتحدة، وتوفي في 29 يناير 1899. شارك مع منتخب اسكتلندا لكرة القدم. أما مع النوادي، فقد لعب مع نادي أردريونيانز ونادي كوينز بارك.

## وصلات خارجية
- جيمس كونور على موقع الاتحاد الإسكتلندي (الإنجليزية)
- جيمس كونور على موقع قاعدة بيانات كرة القدم.إي يو (الإنجليزية)